# Districtul Weißenburg-Gunzenhausen
Districtul Weißenburg-Gunzenhausen este un district rural (germană: Landkreis) din regiunea administrativă Franconia Mijlocie, landul Bavaria, Germania.

## Orașe și comune
| orașe 1. Ellingen (3.723) 2. Gunzenhausen (16.496) 3. Pappenheim (4.343) 4. Treuchtlingen (13.194) 5. Weißenburg i.Bay. (17.726) comune (târg) 1. Absberg (1.308) 2. Gnotzheim (881) 3. Heidenheim (2.488) 4. Markt Berolzheim (1.351) 5. Nennslingen (1.397) 6. Pleinfeld (7.354) | comune 1. Alesheim (1.022) 2. Bergen (1.109) 3. Burgsalach (1.233) 4. Dittenheim (1.754) 5. Ettenstatt (847) 6. Haundorf (2.678) 7. Höttingen (1.229) 8. Langenaltheim (2.420) 9. Meinheim (871) 10. Muhr am See (2.219) 11. Pfofeld (1.440) 12. Polsingen (2.032) 13. Raitenbuch (1.156) 14. Solnhofen (1.845) 15. Theilenhofen (1.199) 16. Westheim (1.189) |

1. 1 2  GeoNames